# Лебедий
Лебедий (Леведий) — венгерский воевода IX века, служивший хазарскому кагану и кочевавший со своим народом в донских степях. Константин VII Багрянородный упоминал в труде «Об управлении империей», что Лебедий был женат на знатной хазарской даме, однако детей не имел. Посему преемником Лебедия стал Альмош. С Лебедием связывается название страны Леведия.